# Jucinara
Jucinara, de son nom complet Jucinara Thaís Soares Paz, née le 3 août 1993 à Porto Alegre, est une joueuse internationale brésilienne de football évoluant au poste de défenseur.

## Biographie
Elle participe aux Jeux olympiques d'été de 2020 organisés à Tokyo.